# Sako TRG
Sako TRG-22/42 jsou odstřelovací pušky vyvinuté finskou zbrojařskou firmou SAKO z Riihimäki. TRG-22 je navržena pro standardní náboj .308 Winchester, zatímco TRG-42 je navržena pro výkonnější munici .300 Winchester Magnum a .338 Lapua Magnum čímž je o něco větší. Pušky jsou vyráběny v olivově zelené, snědé, tmavě hnědé nebo černé barvě a také mohou mít sklopnou pažbu.